# Лего Груп
Лего Груп (на датски: Lego System A/S, на английски: The Lego Group) е датска компания за производство на конструктори, със седалище в град Билунд, Дания. Произвежда играчки с марката Лего, състоящи се предимно от свързани пластмасови тухли. Компанията е изградила няколко увеселителни парка в света, всеки от тях известен като Леголенд, а също така управлява множество магазини за търговия на дребно.
Компанията е основана от Оле Кирк Кристиансен през 1932 г. Името Лего произлиза от датската фраза leg godt, която означава играй добре. През първата половина на 2015 г. Лего Груп става най-голямата компания за играчки в света по приходи, с продажби в размер на 2,1 милиарда щатски долара, изпреварвайки Мател, който отчита продажби в размер на 1,9 милиарда щатски долара.

## История
Компанията е основана през 1932 г. от Оле Кирк Кристиансен, дърводелец, чийто основен бизнес за производство на домакински стоки пострадва поради Голямата депресия. Първоначално произвеждайки дървени играчки, компанията по-късно разработва система от взаимосвързани тухли. Производството на пластмасови Лего тухли започва в Дания през 1947 г. След пожар в дървообработващия отдел, синът на Оле, Готфрид, решава да спре производството на дървени играчки и да се съсредоточи единствено върху пластмасовите продукти и системата Лего. Той също така построява летище в Билунд, за да улесни продажбата на играчки Лего по света.
В Северна Америка Самсонайт управлява марката от 1961 до 1972 г. (САЩ) и 1986 г. (Канада).
Името Лего е съкращение на датската фраза leg godt, която означава играй добре. Също така думата lego на латински език означава събирам, композирам, избирам.
През 21 век марката се разширява в различни електронни игри, включително поредица от минифигури, базирани на екшън приключенски игри, вдъхновени от популярни културни франчайзи като Междузвездни войни, Батман, Марвел Комикс и поредицата Хари Потър. Марката също издава LEGO: Филмът (2014), компютърно анимационен филм, съсредоточен върху приключенията на минифигурите на Лего, и Лего Батман: Филмът (2017), фокусиран върху един от героите, представени в оригиналния филм.

## Търговска марка и патенти
След като изтича последният валиден патент на Лего през 1989 г., няколко компании започват производството на взаимосвързани тухли подобни на тухлите на Лего. Компанията за играчки Тико Тойс произвежда такива тухли за известно време; други конкурентни са Мега Блокс и Бест Лок. Техните тухли са съвместими с конструкторите на Лего и често се продават на по-ниски цени. С годините се появяват и други фирми, произвеждащи подобни конструктори.
Поради ожесточената конкуренция от имитиращи продукти, компания Лего Груп винаги отговаря, че е активна в патентоването, като притежава над 600 патента за дизайн на свое име, издадени от Съединените щати.

## Финансови резултати
През 2003 г. компанията е изправена пред бюджетен дефицит от 1,4 милиарда датски крони (220 милиона щатски долара по тогавашните обменни курсове, равняващи се на 175 милиона евро). Поради тази причина Пол Плугман е заменен от Келд Кирк Кристиансен като президент на компанията. През следващата година почти хиляда служители са съкратени поради бюджетни съкращения. Въпреки това, през октомври 2004 г., при отчитане на още по-голям дефицит, Кристиансен също се оттегля като президент, като същевременно влива в компанията 800 милиона датски крони от собствените си средства.
През 2005 г. компанията отчита нетна загуба за предходната година в размер на 1,931 милиона датски крони при общ оборот, включително 7,934 милиона датски крони от увеселителните паркове Леголенд.
За 2005 г. дружеството реализира печалба от 702 милиона датски крони, като увеличава приходите си с 12% – 7, 050 милиона през 2005 г. срещу 315 милиона през 2004 г. Също така намалява разходите и се освобождава от увеселителни паркове и фабрика в Швейцария.
През 2011 г. продажбите на компанията нарастват с 11% – от 2,847 милиона щатски долара през 2010 г. до 3,495 милиона щатски долара през 2011 г. Печалбата за фискалната 2011 г. се увеличава от 661 милиона щатски долара на 776 милиона щатски долара. Увеличената печалба се дължи на огромната популярност на новата марка Нинджаго, която се превръща в най-голямото представяне на продукт на компанията някога.
През 2012 г. Лего Груп се превръща в най-печелившата компания за играчки в света, изпреварвайки Мател, с печалба от 14,6 милиарда долара.
Лего Груп реализира оборот от 14,142 милиона датски крони през първата половина на 2015 г. с увеличение от 18% в сравнение със същия период на 2014 г., измерено в местна валута (т.е. без влиянието на промените на валутния курс). Нетната печалба за първото полугодие на 2015 г. е 3,553 милиона датски крони в сравнение с 2,715 милиона датски крони за първата половина на 2014 г. Продажбите за първата половина на годината са движени от двуцифрен ръст във всички географски региони и силни продуктови иновации по теми като Лего Нинджаго, Лего Елфс и Лего Криейтър.
Лего Груп обявява на 4 септември 2017 г. намерението си да съкрати 1400 работни места след намалени приходи и печалба през първата половина на годината, първото отчетено намаление от 13 години. Загубите се дължат на по-конкурентна среда, в която компанията трябва да се конкурира не само срещу традиционните си конкуренти Хасбро и Мател, но и срещу технологични компании като Сони и Майкрософт, тъй като все повече деца използват мобилни устройства за забавление. Съкращенията представляват 8 процента от общата работна сила на компанията. През май 2018 г. компанията е в списъка на 100-те най-важни марки в света на Форбс за 2018 г., като заема 97-мо място.

## Леголенд
Лего Груп построява единадесет увеселителни парка в света, известни като Леголенд. Всеки парк разполага с мащабни Лего модели на известни забележителности и миниатюрни Лего модели на известни градове, заедно с тематични Лего атракциони. Първият парк е построен в датския град Билунд през 1968 г. След това са открити паркове в Карлсбад, САЩ, Уиндзор, Англия и в Гунцбург, Германия. Лего парк е открит през 1973 г. в Зирксдорф, но три години по-късно е закрит.
През годините увеселителни паркове на компанията са открити във Флорида, Искандар Путери, Дубай, Нагоя, Кастелнуово дел Гарда и Ню Йорк.

## Магазини за търговия на дребно
Лего Груп управлява 171 магазина за търговия на дребно в Северна Америка и Европа (99 в САЩ, 19 в Обединеното кралство, 18 в Германия, 13 в Канада, 9 във Франция, 6 в Полша, 4 в Нидерландия, 3 в Дания, по 2 в Австрия, Белгия, Швеция и Ирландия, по 1 в Испания и Израел и няколко в Италия). Чрез отдаване на марката чрез франчайз броят на магазините Лего значително се увеличава, като общият брой в световен мащаб е 423.

### Европа
През октомври 2002 г. променя политиката при продажбите си, откривайки първия си магазин, наречен Lego Brand Store в Германия, вторият такъв магазин е отворен в Обединеното кралство; още дузина такива магазини са отворени, като повечето от съществуващите са реновирани. Една от отличителните характеристики на тези нови магазини е включването на система Pick-A-Brick, която позволява на клиентите да купуват отделни тухли в големи количества. Откриването на повечето от тези магазини, включително откриването през 2003 г. на един в търговския център в Бирмингам в Англия е белязано от производството на ново, специално, ограничено издание, възпоменателно парче Лего Дупло.
На 13 декември 2010 г. компанията отваря магазин в Копенхаген. През 2016 г. са отворени три магазина в Италия – в Милано, в Бергамо и във Верона. На 18 август 2022 г. компанията открива първия си магазин в Ирландия. На 2 декември 2022 г. компанията открива магазин в Бреша, като общият брой на магазините в Италия възлиза на 29.
На 19 декември 2023 г. е открит първият магазин на Лего в София.

### Северна Америка
Към 2023 г. броят на магазините на Лего в Северна Америка са 112.

### Азия

#### Индия
Първият магазин, по лиценз на Лего, отваря врати в Индия през 2014 г., а вторият – през 2023 г.

#### Израел
Първият магазин на Лего в Израел е открит през 2022 г.

## Лого
През цялото си съществуване компания е използвала следните лога:
- 1936–1946
- 1948–1950
- 1953–1954
- 1954–1959
- 1959–1964
- 1964–1972
- 1972–1998
- 1998–настояще